# 日産レンタリース富山
日産レンタリース富山株式会社（にっさんレンタリースとやま）とは、かつて存在した富山県富山市に本社を置き、富山県内一円を範囲とする日産レンタカーのフランチャイズ企業。
現在は富山日産自動車のレンタカー事業部となっている。

## 関連会社
- 日産レンタリース富山を除く以下の企業の代表取締役社長は、松村昌彦である。なお、下記3社は2008年9月12日付で民事再生法の適応を受けるために裁判所に申請を行った。
  - 富山日産モーター（継承会社は富山日産自動車）
  - 日産サティオ石川（継承会社は日産プリンス金沢）
  - 日産プリンス石川（同上）

## 事業所
- 富山駅前店
  - 富山県富山市宝町1-4-7
- 高岡駅前店
  - 富山県高岡市末広町3-14
- 富山空港店
  - 富山県富山市秋ケ島155-6
- 富山空港内案内所
  - 富山県富山市秋ケ島30 富山空港ターミナルビル内
- 魚津駅前店
  - 富山県魚津市釈迦堂1-4-6
- 自動車板金塗装事業部
  - 富山県富山市黒崎123番地